# Lambert Joseph Meerts
Lambert Joseph Meerts (Brussel, 6 januari 1800 - aldaar, 11 mei 1863) was een Belgisch violist, maar vooral muziekpedagoog.
Hij was zoon van koopman François Meerts en Marie Caroline Coenraets. Zijn beroep ontstond uit zijn liefhebberij voor vioolmuziek; hij zou een opleiding tot koopman ontvangen. Echter het fortuin van de familie verdween en rond 1816 werd hij al doende violist in het theaterorkest van Antwerpen, ondertussen nog lessen volgend bij Alexandro Marie Antoin Frizden, een Italiaans violist die zich in België had gevestigd. Niet veel later volgden dan toch lessen, maar dan wel in Parijs waar hij onderricht ontving van Charles Philippe Lafont, François-Antoine Habeneck en Pierre Baillot. Hij keerde terug naar Brussel en trouwde in 1823 met Jeanne Vander Plancken, dochter van de soloviolist van het hoforkest in Brussel. Hij werd er vioolleraar, violist (1828) en soloviolist (1832) in het stedelijk orkest. Vanaf 1835 was hij tevens docent viool aan het Koninklijk Conservatorium Brussel. Leerlingen van hem waren Julius Eichberg, Jean-Baptiste Colyns en Louis Van Waefelghem. Zijn werkzaamheden leverden hem de Leopoldsorde op.
Hij ontwikkelde een eigen methode vastgelegd in Etudes pour violon avec accompagnement  d’un second violon en Douze etudes rhythmiques (op motieven van Ludwig van Beethoven). Hij componeerde ook enkele werkjes voor zijn muziekinstrument in solo- of duovorm. Zijn 6 fantaisies, caracteristiques pour violon suel vermeldde dat hij “professeur au Conservatoire Royal de Bruxelles" was, bevatte L’espagnole (1), L’Allemande (2), La Française (3), L’Italienne (4), La Russe (5) en La Savoyarde (6) en was opgedragen aan François Casorti.
- Bibsys: 9008436
- Bibliothèque nationale de France: cb163956080 (data)
- CiNii: DA14361867
- Gemeinsame Normdatei: 130881058
- International Standard Name Identifier: 0000 0000 8453 1220
- Library of Congress Control Number: no92003971
- Nationale Bibliotheek van Tsjechië: mzk2010582722
- Nederlandse Thesaurus van Auteursnamen: 186108710
- Réseau des bibliothèques de Suisse occidentale: 02-A005882783
- Virtual International Authority File: 70046622
- WorldCat: E39PBJxCDBpFpR8cPbGhHd3fbd